# سرتنگ (اردل)
سرتنگ (اردل)، روستایی از توابع بخش مرکزی شهرستان اردل در استان چهارمحال و بختیاری ایران است.

## جمعیت
این روستا در دهستان دیناران قرار دارد و براساس سرشماری مرکز آمار ایران در سال ۱۳۸۵، جمعیت آن در حال حاضر ۶۴ نفر (۱۰خانوار) بوده‌است.

## انتقال روستا
بخش زیادی از این روستا در سال 1386به مکان جدیدی منتقل شد؛ علت این انتقال قرار گرفتن این روستا روی گسل و سختی دسترسی به آن ذکر شده است.